# Vibrador (mecánica)

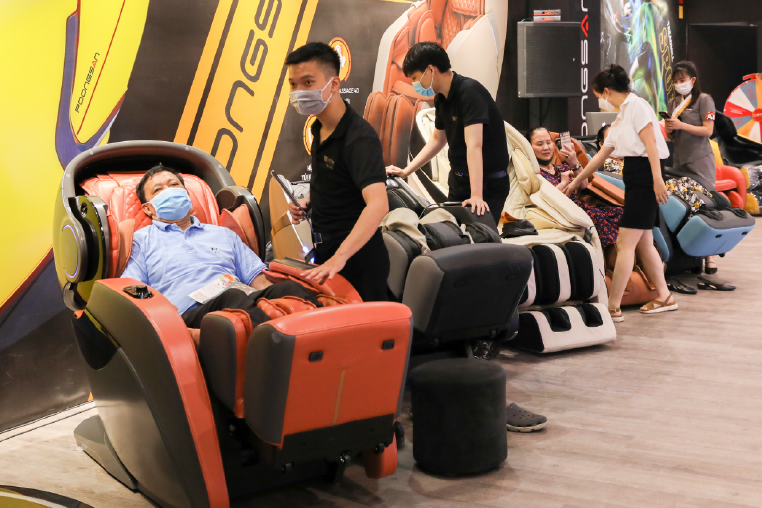
Sillones con masaje, efecto generado por una serie de motores eléctricos dispuestos con masas descentradas

Un vibrador mecánico es un dispositivo diseñado para generar oscilaciones rápidas mediante un rotor excéntrico. Se utilizan con fines muy variados, y pueden ser tanto máquinas de considerable tamaño (como las tolvas utilizadas en el manejo de áridos o los vibradores empleados para consolidar el hormigón recién vertido), como pequeños componentes de otros dispositivos (como los utilizados en los teléfonos inteligentes, buscapersonas o controles de videojuegos para producir un zumbido). La vibración suele generarse mediante un motor eléctrico al que se le coloca una masa descentrada con respecto a su eje de rotación.

## Vibradores como componentes

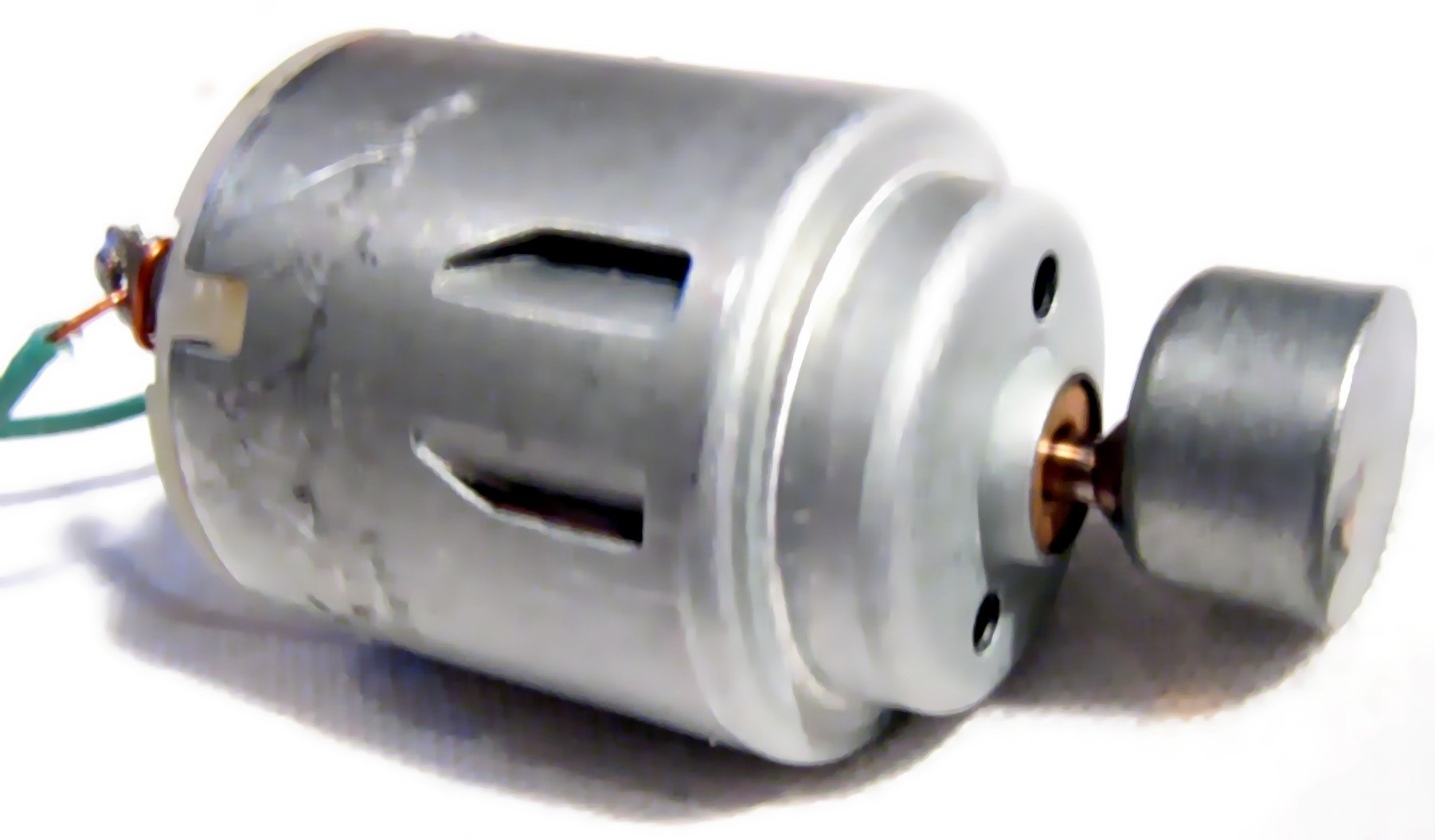
Motor eléctrico con una masa excéntrica (parte de un juguete sexual)

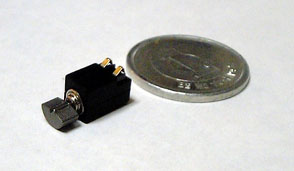
Vibrador miniaturizado, empleado como componente electrónico

Cuando los teléfonos inteligentes y los buscapersonas vibran, el zumbido de alerta se genera mediante un pequeño componente que está integrado en su interior. Muchos timbres y zumbadores antiguos y no electrónicos contienen un componente que vibra con el fin de producir un sonido. Las máquinas de tatuar y algunos tipos de herramientas de grabado eléctricas contienen un mecanismo que hace vibrar una aguja o una herramienta de corte. Los stick shaker de las aeronaves utilizan un mecanismo de vibración conectado a los mandos de control de los pilotos para proporcionar una advertencia táctil de una pérdida de sustentación aerodinámica inminente. Los vibradores de masa rotatoria excéntrica (ERM) funcionan haciendo girar un peso deliberadamente descentrado. Los actuadores resonantes lineales (LRA) funcionan moviendo repetidamente un peso de un lado del actuador al otro, utilizando una bobina que actúa como un electroimán. Los pequeños motores de vibración utilizados en muchos dispositivos electrónicos tienen la forma de una moneda y suelen ser del tipo ERM.

## Vibradores industriales

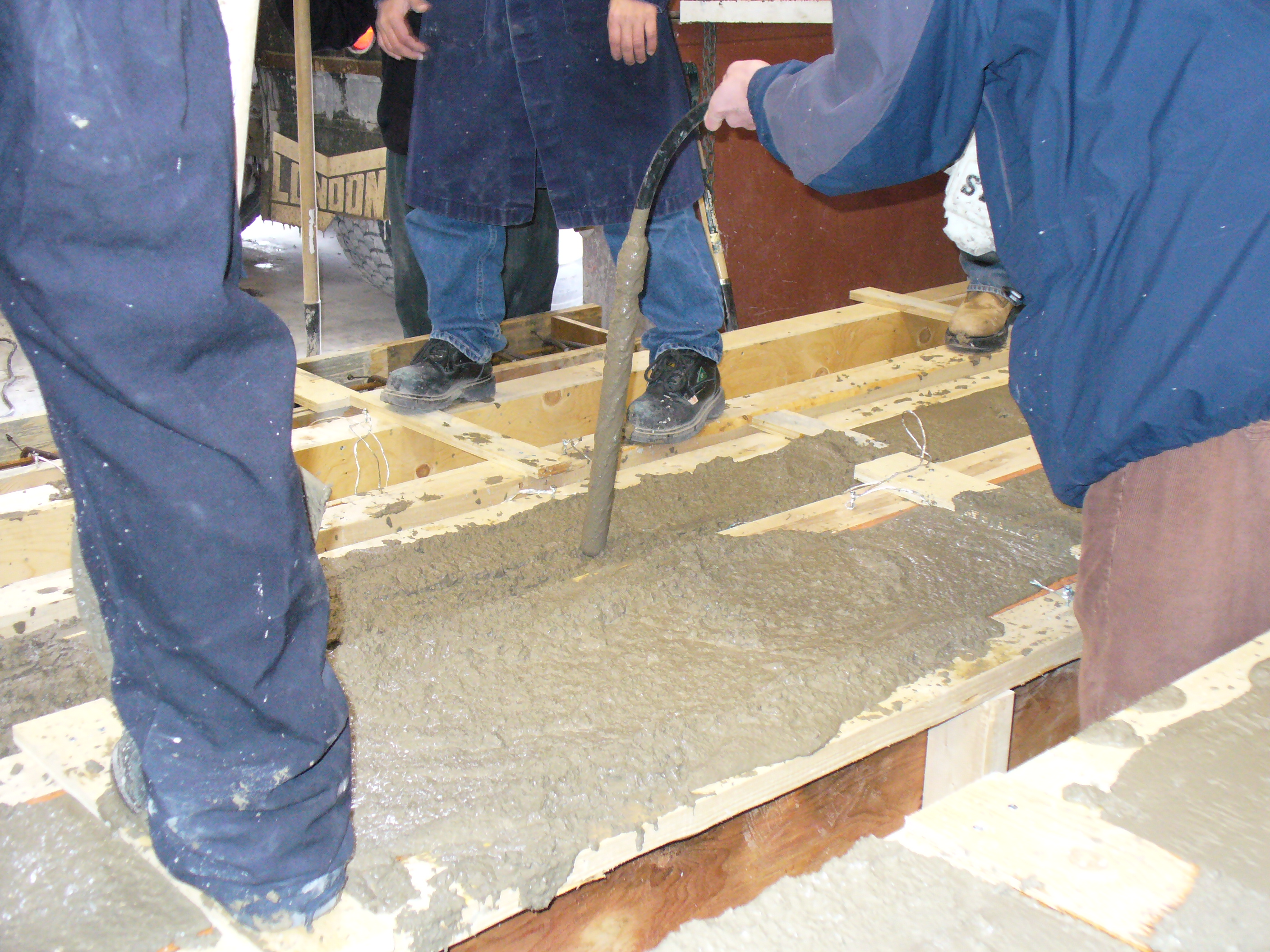
Un vibrador portátil utilizado para consolidar el hormigón fresco vertido en el encofrado de madera de una viga

Los vibradores se utilizan en muchas aplicaciones industriales diferentes, y pueden actuar como componentes de otras máquinas o como máquinas con entidad propia.
Las tolvas de alimentación vibratorias se utilizan ampliamente en las industrias alimentaria, farmacéutica y química para mover y colocar en posiciones predeterminadas materiales a granel o pequeñas piezas de componentes. La aplicación de una vibración trabajando de forma conjunta con la fuerza de la gravedad permite mover materiales de manera más efectiva que otros métodos en determinados procesos industriales. La vibración también se utiliza para posicionar componentes pequeños de modo que puedan ser sujetados mecánicamente por equipos automatizados, formando parte de sistemas de montaje realizados por máquinas complejas.
Las cribas vibratorias se utilizan para separar materiales mezclados a granel en partículas de diferentes tamaño. Por ejemplo, la arena, la grava, las rocas de río y la roca triturada, y otros materiales granulares de construcción a menudo se separan por tamaño mediante cribas vibratorias.
Los compactadores vibratorios se utilizan para la compactación de suelos, especialmente en cimientos de carreteras, ferrocarriles y edificios.
Los vibradores para el hormigón consolidan el material recién vertido, de modo que se libere el aire atrapado y el exceso de agua, garantizando que se asiente firmemente y sin huecos en el interior del encofrado. La consolidación inadecuada del hormigón puede causar defectos en el producto, comprometer la resistencia del hormigón y producir imperfecciones en la superficie, como agujeros y panalización. Un vibrador de hormigón es un cilindro de acero del tamaño aproximado del mango de un bate de béisbol, con una manguera o un cable eléctrico conectado a un extremo. El cabezal del vibrador se sumerge en el hormigón húmedo.
Los vibradores de hormigón externos se fijan, mediante un sistema de soporte o abrazadera, a los encofrados de hormigón. Existe una amplia variedad de vibradores de hormigón externos disponibles y algunos fabricantes de vibradores tienen sistemas de soporte o abrazaderas diseñados para adaptarse a las principales marcas de encofrados de hormigón. Están disponibles con potencia hidráulica, neumática o eléctrica.
Las mesas vibratorias se utilizan a veces para probar productos con el fin de determinar o demostrar su capacidad para soportar vibraciones. Las pruebas de este tipo se realizan habitualmente en las industrias automotriz, aeroespacial y de defensa. Estas máquinas son capaces de producir tres tipos diferentes de tipos de vibraciones: barrido sinusoidal, vibración aleatoria y choque. En estas tres aplicaciones, la pieza puesta a prueba normalmente se instrumentará con uno o más acelerómetros para medir la respuesta del componente al efecto de la vibración. Un perfil de vibración de barrido sinusoidal normalmente comienza vibrando a baja frecuencia y aumenta la frecuencia a una velocidad establecida (medida en hercios). La amplitud vibratoria medida en gs también puede aumentar o disminuir. Un barrido sinusoidal permite determinar las frecuencias de resonancia en la pieza sometida a ensayo. Un perfil de vibración aleatorio excitará diferentes frecuencias de un espectro en diferentes momentos. Se realizan cálculos importantes para garantizar que todas las frecuencias se exciten dentro de una banda de tolerancia aceptable. Una serie de pruebas de vibración aleatoria puede durar desde 30 segundos hasta varias horas. Su finalidad es sintetizar el efecto de, por ejemplo, un automóvil que circula por un terreno accidentado o un cohete que despega. Un pulso de choque sintetizado es una vibración de alta potencia de corta duración calculada como una suma de muchas ondas de media onda sinusoidal que cubren un rango de frecuencias. Su finalidad es simular los efectos de un impacto o una explosión. Una prueba de pulso de choque suele durar menos de un segundo. Las mesas vibratorias también se pueden utilizar en el proceso de envasado en las industrias de manipulación de materiales para agitar o asentar un contenedor de modo que pueda contener más producto.